# بوگدان پیروموف
بوگدان جاوادی پیروموف (ارمنی: Բոգդան Ջավադի Փիրումով؛ انگلیسی: Bogdan Pirumov؛ زاده ۱۸۸۸ - درگذشته ۶ ژوئن ۱۹۵۹) مهندس و مخترع اهل ارمنستان بود.

## زندگی‌نامه
وی در ۱۸۸۸ در شوشی به دنیا آمد و از انستیتو مهندسی عمران سن پترزبورگ (۱۹۱۳) فارغ‌التحصیل شد. وی همچنین برندهٔ جوایزی همچون نشان پرچم سرخ کار شد. وی در ۶ ژوئن ۱۹۵۹ در سن ۷۱ سالگی در ایروان درگذشت و در آرامستان مرکزی ایروان (توخماخ) به خاک سپرده شد.

## فعالیت‌ها
- ساخت راه‌آهن ایروان- آغستف را مدیریت نمود.
- سهم عمده‌ای در ساخت راه‌آهن، پل‌ها، تونل‌ها در ماوراء قفقاز داشت.

## یادداشت
1. ↑  Saint Petersburg Civil Engineering Institute
2. ↑  Պետերբուրգի հաղորդակցման ճանապարհների ինժեներների ինստիտուտ